# 棘尾北極鰩
棘尾北極鳐（學名：Arctoraja parmifera），又稱棘尾深海鰩，為軟骨魚綱鰩目單鰭鰩科北極鰩屬的一種，分布於北太平洋白令海至阿拉斯加東南部海域，深度629-973公尺，本魚體盤呈鑽石型，背部幾乎均勻的棕色，通常帶有不明顯的暗斑和在胸鰭基部的一個淡黃色斑點，體長可達135公分，體重可達18.2公斤，棲息在沙泥底質海域，為深海底棲性魚類，屬肉食性，卵生，生活習性不明。